# Halimat Ismaila
Halimat Ismaila, född den 13 juli 1984 är en nigeriansk friidrottare som tävlar på 100 meter. 
Ismaila deltog tillsammans med Gloria Kemasuode, Ene Franca Idoko och Oludamola Osayomi i det nigerianska stafettlag på 4 x 100 meter vid Olympiska sommarspelen 2008 som blev bronsmedaljörer efter Ryssland och Belgien. Vid samma mästerskap deltog hon även på 100 meter men blev utslagen i försöken.